# Hans Szyc
Hans Bernard Szyc (ur. 21 października 1941 w Gdańsku, zm. 24 sierpnia 2022 tamże) – polski polityk, poseł na Sejm II kadencji.

## Życiorys
Syn Leona i Marii. Ukończył w 1970 studia na Wydziale Elektrycznym Politechniki Gdańskiej, a także studia podyplomowe z zakresu zastosowania komputeryzacji w projektowaniu (1975) oraz organizacji i zarządzania przemysłem (1978). Pracował m.in. na stanowisku dyrektora Stoczni Gdańskiej.
W 1993 uzyskał mandat posła na Sejm II kadencji. Został wybrany w okręgu gdańskim z listy Bezpartyjnego Bloku Wspierania Reform. W trakcie kadencji należał do stowarzyszenia i koła poselskiego Nowa Polska, później przystąpił do Federacyjnego Klubu Parlamentarnego na rzecz AWS. Zasiadał w Komisji Stosunków Gospodarczych z Zagranicą, Komisji Systemu Gospodarczego i Przemysłu, Komisji Nadzwyczajnej do rozpatrzenia projektów ustaw dotyczących reformy Centrum Administracyjnego i Gospodarczego Rządu, Komisji Nadzwyczajnej do Rozpatrzenia Projektów Ustaw Lustracyjnych oraz w Komisji Nadzwyczajnej do Spraw Paktu o Przedsiębiorstwie Państwowym w Trakcie Przekształceń. Był także członkiem dwóch podkomisji. W 1997 nie ubiegał się o reelekcję.
W późniejszym okresie był przewodniczącym Sekcji Emerytów i Rencistów Regionu Gdańskiego NSZZ „Solidarność”. W 2010 bez powodzenia kandydował z listy Sojuszu Lewicy Demokratycznej do Sejmiku Województwa Pomorskiego.
Zmarł 24 sierpnia 2022. Został pochowany na cmentarzu w Nowym Porcie w Gdańsku.